# Puaiohi
Puaiohi (Myadestes palmeri) är en fågel i familjen trastar inom ordningen tättingar.

## Utseende och läten
Puaiohin är en liten (17 cm) och mörk trast. Ovansidan är mörkbrun, undersidan mellangrå. På huvudet syns ljus ögonring, mörkt mustaschstreck och ljus strupe. Ben och fötter är skära. Ungfågeln är kraftigt fläckad ovan, under till beige med mörkbrun fjällning. Sången beskrivs som ett kort och "nysande" utbrott av ljusa, drillande toner, medan lätet är ett kort raspigt väsande.

## Utbredning och status
Fågeln förekommer enbart på ön Kauai i Hawaiiöarna, idag begränsad till floddalar och åsryggar över 1050 meters höjd på södra och centrala platån i Alaka'i-träsket. Den har försvunnit från avrinningsområdena för vattendragen Waiau och möjligen Halekau, men verkar efter orkanen Iniki 1992 ha expanderat istället kring Mohihi. Tidigare hittades den även lokalt i låglandsområden, men försvann därifrån i slutet av 1800-talet. Arten har tydligen alltid varit sällsynt, dock av oklara anledningar. Beståndsutvecklingen är svår att bedöma eftersom den förekommer i svårtillgängliga områden och har ett mycket tillbakadraget leverne. Baserad på data insamlad 2011–2013 uppskattas beståndet till 494 häckande individer. Internationella naturvårdsunionen IUCN kategoriserar puaiohin som akut hotad.

## Namn
Fågelns vetenskapliga artnamn hedrar Henry Charles Palmer (1866-1920), engelsk specimensamlare i Hawaiiöarna 1890–1893.